# Longville
Longville es un lugar designado por el censo ubicado en la parroquia de Beauregard en el estado estadounidense de Luisiana. En el Censo de 2010 tenía una población de 635 habitantes y una densidad poblacional de 41,6 personas por km².

## Geografía
Longville se encuentra ubicado en las coordenadas 30°36′39″N 93°13′30″O / 30.61083, -93.22500. Según la Oficina del Censo de los Estados Unidos, Longville tiene una superficie total de 15.26 km², de la cual 14.78 km² corresponden a tierra firme y (3.16%) 0.48 km² es agua.

## Demografía
Según el censo de 2010, había 635 personas residiendo en Longville. La densidad de población era de 41,6 hab./km². De los 635 habitantes, Longville estaba compuesto por el 92.91% blancos, el 3.31% eran afroamericanos, el 0.16% eran amerindios, el 0.31% eran asiáticos, el 0% eran isleños del Pacífico, el 0.79% eran de otras razas y el 2.52% pertenecían a dos o más razas. Del total de la población el 3.46% eran hispanos o latinos de cualquier raza.